# غريغوريوس جوزيف
مور غريغوريوس جوزيف (مواليد 10 نوفمبر 1960) هو أسقف سرياني أرثوذكسي وهو حاليًا مطران قيم لكنيسة مالانكارا اليعقوبية السريانية الأرثوذكسية .    

## السنوات المبكرة
وُلد مور غريغوريوس جوزيف كأصغر أربعة أطفال لسرامبيكال باليثيتا جيفارغيز وساراما في بيرومبيلي ، مولانثورثي . وهو حفيد ابن عم جيفارجيس غريغوريوس من بارومالا . تلقى غريغوريوس جوزيف تعليمه الابتدائي في مدرسة بارومالا الابتدائية وتعليمه الثانوي في مدرسة مولانثوروثي الثانوية.

## كهنوته
في سن الثالثة عشر ، تم رسم جوزيف شماسًا من قبل جيفارجيس غريغوريوس في كنيسة مارأغناطيوس دايرو مانجيكارا في 25 مارس 1974. شغل جوزيف منصب سكرتير بورمفالي ثيرومني لسنوات عديدة. حصل على شهادته الجامعية من كلية مهراجا ، إرناكولام وانضم إلى مدرسة مور يوليوس اللاهوتية ليكمل دراساته اللاهوتية. في 25 مارس 1984 ، رسم جوزيف كاسيسو (قس) في كنيسة مارتومان ، مولانثورثي ، بواسطة الكاثوليكوس مور باسيليوس بولوس الثاني . حصل جوزيف على درجة الماجستير في الفلسفة من جامعة دبلن بأيرلندا ودراسات عليا في اللاهوت من الولايات المتحدة وحصل على الدكتوراه في اللاهوت. أثناء وجوده في الولايات المتحدة ، عمل نائباً للعديد من الكنائس. رُسِمَ يوسف رامبان على يد مار إغناطيوس زكا الأول عيواص بطريرك أنطاكية وسائر المشرق في دمشق في 15 يناير 1994 لأبرشية كوشين في مالانكارا. أحتفل بتجليسه علي كرسيه في كاتدرائية كيومثا ، ثيروفانكولام يوم 23 يناير 1994 . شغل جوزيف منصب رئيس منظمة مدراس الأحد لكنيسة مالانكارا اليعقوبية السريانية الأرثوذكسية من عام 1996 حتى عام 2002.